# Mezzoldo
Mezzoldo est une commune de la province de Bergame dans la région Lombardie en Italie.

## Administration
| Période                                  | Période | Identité | Étiquette | Qualité |
| ---------------------------------------- | ------- | -------- | --------- | ------- |
|                                          |         |          |           |         |
| Les données manquantes sont à compléter. |         |          |           |         |

### Hameaux
Ca' San Marco, Ponte delle Acque

### Communes limitrophes
Albaredo per San Marco, Averara, Olmo al Brembo, Piazzatorre, Piazzolo, Tartano, Valleve